# Чахмаглы
Чахмаглы (азерб. Çaxmaqlı) — стоянка первобытных людей эпохи палеолита, расположенная на юго-западе села Шихлы I Казахского района Азербайджана.